# 危情羔羊 (電影)
《危情羔羊》是1993年上映的一部香港驚慄片，由馮淬帆執導，監製及主演。馮淬帆、吳家麗、黃錦燊、黎應就等主演。

## 劇情
林大維為一個商人，他在一天喝醉了，並打他的妻子，並離家出走，但這幾天他失蹤了。 警方展開調查，但這時侯大維卻架車返回家，眾人大喜。 但林太覺得這個人並不是林大維，后來，那個人解釋是為錢而來，他表明需要錢，拿完錢之后便離開，林太本來也肯，但得知那個人貪心到要一千萬，便不肯給他，那個人逼林太拿出錢，如果不是的話后果自負。其實那個人是個警察，受黎Sir的指示來令林太說出他丈夫的意外...

## 演員
| 角色   | 演員   | 粵語配音 | 備註                                       |
| ------ | ------ | -------- | ------------------------------------------ |
| 督察   | 馮淬帆 | 馮淬帆   | 東區警區重案組督察，負責林大維失蹤案的督察 |
| 林太   | 吳家麗 |          | 富婆                                       |
| 林大維 | 黃錦燊 |          | 該案死者                                   |
| 黎Sir  | 黎應就 | 賈鳳悟   | 負責本案的警司                             |
| 達弟   | 鄭偉明 | 李家輝   | 林大維之弟                                 |
| 太妹   | 謝韻詩 |          |                                            |

## 外部連結
- 香港影庫上《危情羔羊》的資料（繁體中文）
- 豆瓣电影上《危情羔羊》的資料 （简体中文）